# Nordtor
Als Nordtor oder Teufelstor bezeichnet man  Nebeneingänge von mittelalterlichen Kirchen in Europa, vornehmlich auf den britischen Inseln, die in der Regel mit heidnischen Motiven geschmückt sind.

## Bedeutung
Die Bedeutung dieser Eingänge ist unklar. Viele dieser Türen sind mit heidnischen Motiven geschmückt, wie etwa der Waldgottheit vom Grünen Mann oder besonders in Irland der Sheela-na-Gig oder gehörnten Kreaturen als Verkörperung heidnischer Naturgeister. Eine Interpretation dieser Tore ist, dass während der Anfänge des Christentums Angehörige der verbotenen Heidenkulte die Kirchen nur durch solche Nordtore betraten. Aus Angst vor Verfolgung sollen die Anhänger des alten Glaubens zwar am christlichen Gottesdienst teilgenommen, sich aber durch ihr Eintreten von Norden her unauffällig von der neuen, christlichen Lehre distanziert haben. In vielen alten Kirchen findet man heute noch im Lauf der Jahrhunderte zugemauerte Nordtüren.